# 12a etapa del Tour de França de 2011
La 12a etapa del Tour de França de 2011 es disputà el dijous 14 de juliol de 2011 sobre un recorregut de 211 km entre Cunhaus i l'estació hivernal de Luz-Ardiden. El vencedor fou l'espanyol Samuel Sánchez (Euskaltel–Euskadi). Thomas Voeckler conservà el liderat.

## Perfil de l'etapa
Primera etapa d'alta muntanya de la present edició del Tour, amb un inici suau però lleugerament ascendent i uns darrers 80 km en què es troben encadenades les tres dificultats del dia. La primera d'elles és l'Hourquette d'Ancizan, de primera categoria, seguida pel Tourmalet i el final a l'estació hivernal de Luz-Ardiden. L'esprint intermedi es troba a Sarrancolin.

## Desenvolupament de l'etapa
Només començar l'etapa Laurent Mangel Saur-Sojasun s'escapà del gran grup, sent seguit per Rubén Pérez Moreno (Euskaltel–Euskadi), José Iván Gutiérrez (Movistar Team), Geraint Thomas (Team Sky), Blel Kadri (AG2R La Mondiale) i Jérémy Roy (FDJ), que ràpidament augmentaren les diferències fins a aconseguir 9' 05" al pas pel km 112.
L'aproximació a l'esprint intermedi de Sarrancolin feu disminuir les diferències fins al 8' 20". A l'inici de la primera de les dificultats muntanyoses del dia els escapats disposaven sols de 5' 55" sobre un gran grup encapçalat per l'Team Europcar. En l'ascensió a l'Hourquette d'Ancizan saltaren del gran grup Johnny Hoogerland (Vacansoleil-DCM), Sylvain Chavanel (QuickStep Cycling Team i Roman Kreuziger (Astana Qazaqstan Team), tot i que sols els dos darrers aconseguiren apropar-se a 4' del grup capdavanter. En el descens es produïren diverses caigudes, entre elles les de Geraint Thomas, el mallot groc, Peter Velits (Team HTC-High Road) i Andreas Klöden (Team RadioShack).
En l'ascensió al Tourmalet, Kreuziger s'apropà als escapats, mentre que Chavanel no pogué seguir el ritme. Per davant, Geraint Thomas trencà el grup, marxant en solitari cap al cim, però en el darrer quilòmetre va ser superat per Jérémy Roy. Per darrere, el Leopard-Trek imposà un ritme més viu i començaren a despenjar-se ciclistes, com ara Robert Gesink (Rabobank ProTeam) i Tony Martin (Team HTC-High Road).
En el descens del Tourmalet es creà un grupet format per Samuel Sánchez Euskaltel–Euskadi i Jelle Vanendert Omega Pharma-Lotto, els quals, a manca de 8 km, superaren Roy i Thomas. Els dos marxaren en solitari cap a la meta, en la qual s'imposà Samuel Sánchez en atacar a manca de 300 metres. Pel darrere, el grup dels favorits es mantingué unit fins que en el darrer tram d'ascensió Frank Schleck marxà en solitari, arribant a 10" del vencedor d'etapa. Thomas Voeckler mantingué el lideratge, mentre que Alberto Contador perdé 33" respecte a Frank i 13" respecte al seu germà i Cadel Evans BMC Racing Team.

## Esprints
| Primer  | Laurent Mangel      | 20 pts |
| Segon   | Jérémy Roy          | 17 pts |
| Tercer  | Blel Kadri          | 15 pts |
| Quart   | Rubén Pérez Moreno  | 13 pts |
| Cinquè  | José Iván Gutiérrez | 11 pts |
| Sisè    | Geraint Thomas      | 10 pts |
| Setè    | Mark Cavendish      | 9 pts  |
| Vuitè   | Mark Renshaw        | 8 pts  |
| Novè    | José Joaquín Rojas  | 7 pts  |
| Desè    | Matthew Goss        | 6 pts  |
| Onzè    | Francisco Ventoso   | 5 pts  |
| Dotzè   | Borut Božič         | 4 pts  |
| Tretzè  | Philippe Gilbert    | 3 pts  |
| Catorzè | Mickaël Delage      | 2 pts  |
| Quinzè  | Bernhard Eisel      | 1 pt   |

| Primer  | Samuel Sánchez    | 20 pts |
| Segon   | Jelle Vanendert   | 17 pts |
| Tercer  | Fränk Schleck     | 15 pts |
| Quart   | Ivan Basso        | 13 pts |
| Cinquè  | Cadel Evans       | 11 pts |
| Sisè    | Andy Schleck      | 10 pts |
| Setè    | Damiano Cunego    | 9 pts  |
| Vuitè   | Alberto Contador  | 8 pts  |
| Novè    | Thomas Voeckler   | 7 pts  |
| Desè    | Pierre Rolland    | 6 pts  |
| Onzè    | Tom Danielson     | 5 pts  |
| Dotzè   | Arnold Jeannesson | 4 pts  |
| Tretzè  | Rigoberto Uran    | 3 pts  |
| Catorzè | Levi Leipheimer   | 2 pts  |
| Quinzè  | Hubert Dupont     | 1 pts  |

## Ports de muntanya
| Primer | Laurent Mangel      | 10 pts |
| Segon  | Rubén Pérez Moreno  | 8 pts  |
| Tercer | Blel Kadri          | 6 pts  |
| Segon  | Jérémy Roy          | 4 pts  |
| Tercer | Geraint Thomas      | 2 pts  |
| Quart  | José Iván Gutiérrez | 1 pt   |

| Primer | Jérémy Roy         | 20 pts |
| Segon  | Geraint Thomas     | 16 pts |
| Tercer | Blel Kadri         | 12 pts |
| Segon  | Rubén Pérez Moreno | 8 pts  |
| Tercer | Roman Kreuziger    | 4 pts  |
| Quart  | Laurens Ten Dam    | 2 pts  |

- 3. Luz-Ardiden. 1.715 m. Categoria especial (km 211) (13 km al 7,4%)

| Primer | Samuel Sánchez  | 40 pts |
| Segon  | Jelle Vanendert | 32 pts |
| Tercer | Fränk Schleck   | 24 pts |
| Segon  | Ivan Basso      | 16 pts |
| Tercer | Cadel Evans     | 8 pts  |
| Quart  | Andy Schleck    | 4 pts  |

## Classificació de l'etapa
|    | Ciclista         | Equip               | Temps      |
| -- | ---------------- | ------------------- | ---------- |
| 1  | Samuel Sánchez   | Euskaltel–Euskadi   | 6h 01' 15" |
| 2  | Jelle Vanendert  | Omega Pharma-Lotto  | + 7"       |
| 3  | Fränk Schleck    | Team Leopard-Trek   | + 10"      |
| 4  | Ivan Basso       | Liquigas-Cannondale | + 30"      |
| 5  | Cadel Evans      | BMC Racing Team     | + 30"      |
| 6  | Andy Schleck     | Team Leopard-Trek   | + 30"      |
| 7  | Damiano Cunego   | Lampre-ISD          | + 35"      |
| 8  | Alberto Contador | Saxo Bank-Sungard   | + 43"      |
| 9  | Thomas Voeckler  | Team Europcar       | + 50"      |
| 10 | Pierre Rolland   | Team Europcar       | + 50"      |

## Classificació general
|    | Ciclista         | Equip               | Temps       |
| -- | ---------------- | ------------------- | ----------- |
| 1  | Thomas Voeckler  | Team Europcar       | 51h 54' 44" |
| 2  | Frank Schleck    | Team Leopard-Trek   | + 1' 49"    |
| 3  | Cadel Evans      | BMC Racing Team     | + 2' 06"    |
| 4  | Andy Schleck     | Team Leopard-Trek   | + 2' 17"    |
| 5  | Ivan Basso       | Liquigas-Cannondale | + 3' 16"    |
| 6  | Damiano Cunego   | Lampre-ISD          | + 3' 22"    |
| 7  | Alberto Contador | Saxo Bank-Sungard   | + 4' 00"    |
| 8  | Samuel Sánchez   | Euskaltel–Euskadi   | + 4' 11"    |
| 9  | Tom Danielson    | Garmin-Cervélo      | + 4' 35"    |
| 10 | Nicolas Roche    | AG2R La Mondiale    | + 4' 57"    |

|    | Ciclista           | Equip              | Total   |
| -- | ------------------ | ------------------ | ------- |
| 1r | Mark Cavendish     | Team HTC-High Road | 260 pts |
| 2n | José Joaquín Rojas | Movistar Team      | 242 pts |
| 3r | Philippe Gilbert   | Omega Pharma-Lotto | 234 pts |

|    | Ciclista        | Equip              | Total  |
| -- | --------------- | ------------------ | ------ |
| 1r | Samuel Sánchez  | Euskaltel–Euskadi  | 40 pts |
| 2n | Jelle Vanendert | Omega Pharma-Lotto | 32 pts |
| 3r | Jérémy Roy      | FDJ                | 24 pts |

|    | Ciclista          | Equip    | Temps       | Temps |
| -- | ----------------- | -------- | ----------- | ----- |
| 1r | Arnold Jeannesson | FDJ      | 52h 00' 34" |       |
| 2n | Rein Taaramae     | Cofidis  | + 1' 37"    |       |
| 3r | Rigoberto Urán    | Team Sky | + 2' 05"    |       |

|    | Equip             | Temps        | Temps |
| -- | ----------------- | ------------ | ----- |
| 1r | Team Leopard-Trek | 155h 09' 18" |       |
| 2n | Team Europcar     | + 1' 05"     |       |
| 3r | AG2R La Mondiale  | + 2' 41"     |       |

## Abandonaments
- Romain Feillu (Vacansoleil-DCM): no surt per culpa d'una tendinitis al genoll.[3]
- Denís Galimziànov (Team Katusha): fora de control.